# Horik I
Horik I, también Horik el Viejo (m. 854), fue un caudillo vikingo, rey de Dinamarca desde 827 hasta su violenta muerte en 854. Su reino estuvo marcado por numerosas incursiones bélicas al Imperio carolingio de Ludovico Pío, hijo y sucesor de Carlomagno.

## Biografía
Horik era hijo de Godofredo I de Dinamarca, un encarnizado enemigo del Imperio franco y conocido por sus afortunadas embestidas bélicas contra Carlomagno y los abroditas. En 810, Godofredo fue asesinado por un miembro de su séquito y su sucesor Hemming decretó la paz con el imperio. 

### Ascenso al trono
Hemming no duró mucho, los otros candidatos a la corona, Anulo y Sigifred habían muerto enfrentados en el campo de batalla. Horik y otro hijo de Godofredo tomaron el poder en 811 u 812 tras expulsar a otro rival Hemming Halfdansson (posiblemente Hemming II de quien casi nada hablan las crónicas por la brevedad de su reinado, si hubo) quien ocupó su lugar para defender los intereses familiares, y su hermano Harald Klak, quien se refugió en la corte carolingia de Ludovico Pío. En 819 los herederos de Godofredo se vieron forzados a aceptar a Harald como cogobernante de Dinamarca ya que era cristiano converso desde 826 y el mismo emperador actuó como padrino, pero aun así fue expulsado por segunda vez un año más tarde. Para entonces, Horik era el único hijo vivo de Godofredo, considerándose el rey de todos los daneses.

### Religión
Horik mantuvo su paganismo y rechazó la conversión cristiana, siendo la religión de sus enemigos, así como los intentos evangelizadores y proselitistas del arzobispo Anskar de Hamburg-Bremen. De hecho, en 845, el ejército de Horik atacó Hamburgo con 600 naves y destruyó la catedral hasta sus cimientos, siendo la última y mayor victoria obtenida en territorio alemán.

### Incursiones
Pero siguieron las incursiones danesas en Frisia. Los francos carecían de una flota efectiva, por lo que los daneses triunfaban de un modo u otro con total impunidad. Las hordas vikingas saquearon la casa de la moneda en Dorestad en 834, 835 y 836, así como Walcheren en 837. En 845, el caudillo vikingo Ragnar Lodbrok llegó hasta París y la ciudad tuvo que pagar un danegeld (tributo) de 7000 libras de oro y plata para evitar la devastación.
El rey Horik parece que no aprobaba estas expediciones, ya que el éxito de las mismas constituían una puerta abierta a posibles nuevos rivales. A veces, Horik incluso castigaba a los responsables de estas incursiones. En 836, Horik envió emisarios a la corte franca declarando que no tenía nada que ver con esos ataques sobre Frisia y de los que conocía su autoría, manifestó que habían sido ejecutados. 
Fue probablemente durante el reinado de Horik que también se produjo la visita del emisario Al-Ghazal, representante de Abd al-Rahman II, emir de Córdoba que, tras el saqueo de Sevilla en 844 por los vikingos, fue a su corte señalando que la esposa del rey que él llamaba Noud tenía una casa que reflejaba la libertad de costumbres que prevalecían entre sus huéspedes, libertad que les interesaba preservar.
En 845, Horik organizó una gran incursión contra Luis el Germánico, con una flota de 600 barcos que navegaron por el río Elba. Los vikingos fueron repelidos por los sajones, pero devastaron Hamburgo en el camino de regreso. El obispo de la ciudad, Ansgar participó en las negociaciones que restauraron la paz, a petición de embajadores de Horik a Luis el Germánico.
Sin embargo, en 847, el emperador Lotario I, Luis el Germánico y Carlos el Calvo, a su vez enviaron embajadores a Horik con la amenaza de una intervención armada si no impedía a los vikingos seguir atacando las regiones cristianas.
Hacia 849 - 850, Horik I, rey de los daneses, permitió a Ansgar reanudar su actividad misionera en su reino y construir iglesias en Ribe y Hedeby. Este nuevo intento de cristianizar sigue siendo una incógnita. En 865, Ansgar murió y sus seguidores fueron masacrados.

## Muerte
Los eventos posteriores demostraron que tales precauciones estaban justificadas. En 854, Horik desapareció durante una guerra civil contra Gudrum, el hijo de uno de sus hermanos. Después de un período de anarquía, el trono fue ocupado por un segundo rey Horik: Horik el Joven, que probablemente no era su hijo a pesar de ser homónimo. Además en esa época la monarquía no era hereditaria en Dinamarca.